# Grunbach (Sulzbach)
Der Grunbach ist ein über 4 km langer Bach im nördlichen Baden-Württemberg, der nach ungefähr östlichem Lauf durch die Gebiete der im nordöstlichen Baden-Württemberg im Ostalbkreis und dem Landkreis Schwäbisch Hall liegenden Gemeinden Rosenberg, Frankenhardt und Jagstzell beim Reifenhof von Frankenhardt von rechts in den linken Oberlauf des Jagst-Zuflusses Sulzbach mündet.

## Geographie

### Verlauf
Der Grunbach entsteht am Rande zu diesem oder auch ein wenig weiter westlich innerhalb des Harbach-Waldes in der großen Rodungsinsel um den darin zentralen Rosenberger Weiler Hummelsweiler auf einer Höhe von 487 m ü. NHN oder etwas mehr. Er fließt auf seinem ganzen Lauf sehr beständig ost- bis ostnordostwärts. Vom Waldrand des Harbachs an durchzieht er die ersten über 300 Meter ein Schilfröhricht, bis er nahe beim Wohnplatz Farbhäusle in den größeren und unteren der beiden angestauten Farbseen einläuft. Unterhalb erreicht er sehr bald den Ortsrand von Hummelsweiler und durchquert diesen größten Ort an seinem Lauf teils unterirdisch verdolt. Bisher auf seinem Weg in der offenen Flur in recht flacher Mulde laufend, gräbt er sich ab dem unteren Ortsrand schnell eine Talrinne, in der er nun sehr naturnah von Bäumen und Sträuchern bestanden und bald auch mäandrierend zwischen den etwas entfernt auf dem Hochgestade stehenden Ortschaften rechts Schüsselhof von Rosenberg und links Belzhof, das schon zu Frankenhardt gehört, hindurchfließt und wenige hundert Meter lange Zuläufe von beiden her aufnimmt.
Danach tritt er in ein Waldgebiet ein, in dem er immer wenigstens an einer Seite von einer Wiesenaue von mindestens 50 Meter Breite begleitet ist. Das linke Waldgewann schon in Frankenhardter Flur heißt zunächst Grunbachwald, das rechte noch in Rosenberger Buchhölzle. Die Aue weitet sich vor allem nach rechts hin im auf dieser Seite Rauhe Burg genannten Wiesengewann auf über 300 Meter Breite, weil nun der Schüsselbach sich von Süden her aus seinem offenen Unterlauftal langsam an den Grunbach annähert. Wenig nebeneinander und in wieder engerer Aue laufen beide durch zwei Scharten eines durchstochenen Seedamms, gleich danach mündet der Schüsselbach. Ab hier stoßen nun bis zuletzt in der Aue oder am Lauf die Gemeindegebiete von Frankenhardt von Norden und von Jagstzell von Süden aneinander. Weniger als 300 Meter abwärts passiert der Grunbach die Grunbachsägmühle von Frankenhardt, die links über 50 Metern Abstand zum Gewässer hält.
Nach ihr wird der inzwischen flache Hügel vor dem von links nahenden Vorfluter waldfrei, einen halben Kilometer weiter abwärts, nachdem der Grunbach eine größere Zahl kleiner Teiche dicht am linken Ufer passiert hat, auch der rechte. In einem schmalen Auwaldstreifen zieht der Grunbach am Reifenhof im Mündungsdreieck vorbei und mündet dann auf etwa 419 m ü. NHN von rechts und zuletzt Westsüdwesten in den linken Oberlauf des Sulzbachs, der anderthalb Kilometer nordwestlich vom Grunbachursprung ebenfalls im Harbachwald als Harbach entspringt.
Der Grunbach ist ab dem Harbach-Waldrand 4,3 km lang und mündet etwa 68 Höhenmeter unter der Meereshöhe dieser Stelle, sein mittleres Sohlgefälle ab dort liegt also bei etwa 16 ‰.
Am rechten Hangfuß läuft ab dem Zutritt des Schüsselbachs ins Tal abschnittsweise die Straße von Hummelsweiler nach Randenweiler.

### Einzugsgebiet
Der Grunbach hat ein 3,9 km² großes Einzugsgebiet in den Ellwanger Bergen, das sich etwas über 4,5 km weit von seiner Westspitze im Harbach-Wald nahe einem Wasserreservoir auf einer 518,7 m ü. NHN hohen Kuppe, seinem höchsten Punkt, mit spindelförmiger Kontur bis zur Mündung beim Reifenhof ostwärts erstreckt. Quer dazu ist es maximal 1,6 km breit. Im Norden grenzt es auf ganzer Länge an den linken Oberlaufstrang des aufnehmenden Sulzbachs, der erst mündungsnah diesen Namen annimmt und zuvor Harbach, Sobach und noch anders genannt wird. Die südliche Wasserscheide verläuft von der Mündung aufwärts zunächst gegen den rechten Sulzbach-Oberlauf, weiter im Westen dagegen konkurriert jenseits der Oberlauf Glasbach der Orrot, die wie der Sulzbach auch der Jagst zuläuft. Einzig der Punkt an der Westspitze entwässert teilweise auch über die obere Blinde Rot zum Kocher.
Etwas weniger als die Hälfte des Einzugsgebietes ist bewaldet, es ist sein kleiner Anteil am Harbachwald ganz im Westen sowie vor allem der nach Schüsselhof und Belzhof einsetzende Waldriegel bis ungefähr zur Grunbachsägmühle, wo jedoch die Talaue frei bleibt. Außerhalb der Talmulde steht die offene Flur überwiegend unterm Pflug.
Der größte Teil des Einzugsgebietes vom Harbachwald teilweise bis hinein in den Waldriegel unterhalb von Schüsselhof und Belzhof gehört zu Gemeinde Rosenberg im Ostalbkreis. Unterhalb zerfällt es in einen südlichen Teil, der zur Gemeinde Stimpfach gehört, und einen nördlichen, der in der Honhardter Teilortgemarkung von Frankenhardt im benachbarten Landkreis Schwäbisch Hall liegt; die Grenze zwischen beiden folgt ungefähr dem Bachlauf.

### Zuflüsse und Seen
Liste der Zuflüsse und  Seen von der Quelle zur Mündung. Gewässerlänge, Seefläche, Einzugsgebiet und Höhe nach den entsprechenden Layern auf der Onlinekarte der LUBW. Andere Quellen für die Angaben sind vermerkt.
Ursprung des Grunbachs auf etwa 487 m ü. NHN am Ostrand des Harbach-Waldes nahe beim Farbhäusle der Gemeinde Rosenberg oder etwas weiter im Wald. Der Bach fließt durchweg westlich bis westnordwestlich.
- Durchfließt auf etwa 483 m ü. NHN den größeren der beiden Farbseen, zusammen 0,9 ha.
- Durchfließt auf etwa 477 m ü. NHN einen Kleinweiher vor dem Ortsrand von Hummelsweiler, deutlich unter 0,1 ha.
- (Teichablauf), von rechts und Süden auf etwa 459 m ü. NHN nördlich des Schüsselhofs, unter 0,2 km[LUBW 8] und ca. 0,1 km².
  -  Der Quellteich liegt auf etwa 472 m ü. NHN beim Schüsselhof, unter 0,1 ha.
- (Vereinter Quellenabfluss), von links und Nordwesten auf etwa 456 m ü. NHN ungefähr hundert Meter weiter abwärts, ca. 0,2 km[LUBW 8] mit jedem der beiden Quelläste und ca. 0,3 km². Beide Quellen liegen zwischen dem Mehlhof und dem Frankenhardter Belzhof auf etwa 470 m ü. NHN.
- Schüsselbach, von rechts und Südwesten auf etwa 431 m ü. NHN wenig unterhalb eines durchstochenen Seedamms etwa 300 Meter westsüdwestlich der Grunbachsägmühle von Frankenhardt, 1,4 km und ca. 1,2 km². Entsteht mit längstem Oberlauf auf etwa 477 m ü. NHN an der Gemeindegrenze Rosenberg/Jagstzell zwischen Buchholz und Oberem Wald.
  - Hat kurzen Zufluss von der Fließquelle Höllbrunnen rechts am Lauf.
- Passiert auf etwa 425 m ü. NHN eine vielgliedrige Kleinweiherkette am linken Ufer zwischen Grunbachsägmühle und dem Frankenhardter Reifenhof, zusammen 0,4 ha.

Mündung des Grunbachs von rechts und zuletzt Westsüdwesten auf etwa 419 m ü. NHN beim Reifenhof von Frankenhardt in den linken Oberlauf des Sulzbachs. Der Grunbach ist ca. 4,3 km oder wenig mehr lang und hat ein Einzugsgebiet von 3,9 km².

### Ortschaften
Orte und Siedlungsplätze am Lauf mit ihren Zugehörigkeiten. Nur die Namen tiefster Schachtelungsstufe bezeichnen Siedlungsanrainer.
- Ostalbkreis
  - Gemeinde Rosenberg
    - Farbhäusle (Wohnplatz, links)
    - Hummelsweiler (Weiler)
    - Schüsselhof (Hof, rechts auf dem Hang)
- Landkreis Schwäbisch Hall
  - Gemeinde Frankenhardt
    - Belzhof (Gehöft, links auf dem Hang)
    - Grunbachsägmühle (Wohnplatz, links)
    - Reifenhof (Weiler, links)

## Geologie
Das Einzugsgebiet des Grunbachs liegt zur Gänze im Keuper. Er entspringt im Kieselsandstein (Hassberge-Formation) oder  höher. Nach zunächst in der freien Flur recht flachem Lauf gräbt er sich nach dem Ortsausgang von Hummelsweiler durch die Unteren Bunten Mergel (Steigerwald-Formation) schnell einen Taltrog bis auf den Schilfsandstein (Stuttgart-Formation). Etwas vor der Grunbachmühle erreicht er den Gipskeuper (Grabfeld-Formation), in dem er auch mündet.

## Natur
Der Grundbach läuft ab dem Rand des Waldes Harbach bis nahe dem Farbsee in einem Schilfröhricht, das als Naturdenkmal ausgewiesen ist. In Hummelsweiler ist er ein Stück weit verdolt. Ab dem Ortsende läuft er größtenteils in natürlichen Kleinmäandern, teils begleitet von Nasswiesen. Zuletzt weitet sich der schon vorher recht dichte Strauch- und Baumbewuchs zu einem kleinen Auenwaldstreifen.  

### LUBW
Amtliche Online-Gewässerkarte mit passendem Ausschnitt und den hier benutzten Layern: Lauf und Einzugsgebiet des Grunbachs

Allgemeiner Einstieg ohne Voreinstellungen und Layer: Daten- und Kartendienst der Landesanstalt für Umwelt Baden-Württemberg (LUBW) (Hinweise)
1. 1 2 3  Höhe nach dem Höhenlinienbild auf dem Hintergrundlayer Topographische Karte.
2. 1 2  Länge nach dem Layer Gewässernetz (AWGN). Ein kurzes, dort nicht berücksichtigtes Anfangslaufstück vom Waldrand bis zum Farbhäusle wurde auf dem Hintergrundlayer Topographische Karte abgemessen und zugeschlagen.
3. 1 2  Einzugsgebiet nach dem Layer Basiseinzugsgebiet (AWGN).
4. ↑  Höhe nach schwarzer Beschriftung auf dem Hintergrundlayer Topographische Karte.
5. ↑  Länge nach dem Layer Gewässernetz (AWGN).
6. ↑  Seefläche nach dem Layer Stehende Gewässer.
7. ↑  Einzugsgebiet abgemessen auf dem Hintergrundlayer Topographische Karte.
8. 1 2  Länge abgemessen auf dem Hintergrundlayer Topographische Karte.

### Andere Belege
1. ↑  Wolf-Dieter Sick: Geographische Landesaufnahme: Die naturräumlichen Einheiten auf Blatt 162 Rothenburg o. d. Tauber. Bundesanstalt für Landeskunde, Bad Godesberg 1962. → Online-Karte (PDF; 4,7 MB)
2. ↑  Geologie grob nach: Mapserver des Landesamtes für Geologie, Rohstoffe und Bergbau (LGRB) (Hinweise)